# Chandra Cheeseborough
Chandra Danette Cheeseborough, później Shellman i Guice (ur. 10 stycznia 1959 w Jacksonville) – amerykańska lekkoatletka, sprinterka. Dwukrotna mistrzyni olimpijska z Los Angeles i olimpijka z Montrealu.

## Osiągnięcia
- 3 złote medale igrzysk panamerykańskich (Meksyk 1975, bieg na 200 metrów i sztafeta 4 × 100 metrów, San Juan 1979, sztafeta 4 × 100 metrów)
- medalistka zawodów Olympic Boycott Games 1980[1]
- 3 medale podczas Igrzysk olimpijskich (Los Angeles 1984, sztafeta 4 × 100 metrów – złoto, sztafeta 4 × 400 metrów – złoto oraz bieg na 400 metrów – srebro)

## Rekordy życiowe
- Bieg na 100 metrów  11,13 (1976) były rekord świata kadetek (do 2014)
- Bieg na 200 metrów – 21,99 (1983)
- Bieg na 300 metrów – 35,46 (1984) rekord USA
- Bieg na 400 metrów – 49,05 (1984)